# Straight Outta Compton (album)
Straight Outta Compton is een album (viermaal platina) van de band N.W.A uit 1988, toen uitgebracht op lp, in 1989 opnieuw verschenen op cd. In 2002 werd er een geremasterde editie uitgebracht met vier extra nummers. Het album is een van de meest controversiële albums ooit, voornamelijk vanwege het nummer Fuck tha Police, en is ook het eerste goedverkopende West Coast-hiphopalbum ooit. Het album van Dr. Dre, Ice Cube, Eazy-E, MC Ren en DJ Yella stond zowel aan het begin van de West Coast-hiphop als de gangstarap.

### Censuur
Door de teksten die veel vloekwoorden gebruiken en het promoten van geweld werd er censureert. Het nummer "Fuck Tha Police" was hoofdreden. De nummers van N.W.A. werden geboycot door het album Straight Outta Compton. Op grote medium zoals MTV werd niks van N.W.A. afgespeeld. Veel associaties en broadcasting organisaties besloten collectief om N.W.A te boycoten.

## Nummers
| Nr.                                                       | Titel                                   | Uitvoerder(s)                                   | Schrijver(s)                           | Duur |
| --------------------------------------------------------- | --------------------------------------- | ----------------------------------------------- | -------------------------------------- | ---- |
| 1.                                                        | "Straight Outta Compton"                | Ice Cube, MC Ren en Eazy-E                      | Ice Cube en MC Ren                     | 4:19 |
| 2.                                                        | "Fuck tha Police"                       | Ice Cube, MC Ren en Eazy-E                      | Ice Cube en MC Ren                     | 5:45 |
| 3.                                                        | "Gangsta Gangsta"                       | Ice Cube en Eazy-E                              | Ice Cube en MC Ren                     | 5:36 |
| 4.                                                        | "If It Ain’t Ruff"                      | MC Ren                                          | MC Ren                                 | 3:34 |
| 5.                                                        | "Parantal Discretion Iz Advised"        | Ice Cube, MC Ren, The D.O.C., Dr. Dre en Eazy-E | Ice Cube, MC Ren en The D.O.C.         | 5:16 |
| 6.                                                        | "8 Ball (remix)"                        | Eazy-E                                          | Ice Cube                               | 4:52 |
| 7.                                                        | "Something Like That"                   | MC Ren en Dr. Dre                               | MC Ren                                 | 3:35 |
| 8.                                                        | "Express Yourself"                      | Dr. Dre                                         | Ice Cube                               | 4:25 |
| 9.                                                        | "Compton's N the House" (remix)         | MC Ren en Dr. Dre                               | MC Ren                                 | 5:20 |
| 10.                                                       | "I Ain't tha 1"                         | Ice Cube                                        | Ice Cube                               | 4:54 |
| 11.                                                       | "Dopeman" (remix)                       | Ice Cube, Krazy D en Eazy-E                     | Ice Cube en Krazy D                    | 5:20 |
| 12.                                                       | "Quiet on tha Set"                      | MC Ren                                          | MC Ren                                 | 3:59 |
| 13.                                                       | "Something 2 Dance 2"                   | Arabian Prince, DJ Yella, Dr. Dre en Eazy-E     | Arabian Prince, Ice Cube en The D.O.C. | 3:32 |
| Bonusnummers (heruitgave 2002)                            |                                         |                                                 |                                        |      |
| 14.                                                       | "Express Yourself" (extended mix)       | Dr. Dre, Ice Cube en MC Ren                     | Ice Cube en MC Ren                     | 4:42 |
| 15.                                                       | "Bonus Beats"                           |                                                 |                                        | 3:03 |
| 16.                                                       | "Straight Outta Compton" (extended mix) | Dr. Dre, Ice Cube en MC Ren                     | Ice Cube en MC Ren                     | 4:42 |
| 17.                                                       | "A Bitch Iz a Bitch"                    | Ice Cube                                        | Ice Cube                               | 3:10 |
| 20th Anniversary Edition - Bonusnummers (heruitgave 2007) |                                         |                                                 |                                        |      |
| 14.                                                       | "Fuck tha Police" (tribute remix)       | Bone Thugs-n-Harmony                            | MC Ren en Eazy-E                       | 5:02 |
| 15.                                                       | "Gangsta Gangsta" (tribute remix)       | Snoop Dogg en C-Murder                          | Eazy-E en MC Ren                       | 4:39 |
| 16.                                                       | "Dopeman" (tribute remix)               | Mack 10                                         | Ice Cube en Eazy-E                     | 4:01 |
| 17.                                                       | "If It Ain't Ruff" (tribute remix)      | WC                                              | MC Ren                                 | 3:44 |
| 18.                                                       | "Compton's in the House" (live)         | Dr. Dre en MC Ren                               | Dr. Dre en Eazy-E                      | 2:02 |

## Trivia
- "Weird Al" Yankovic bracht in 2006 het album Straight Outta Lynwood uit. De titel is een parodie op Straight Outta Compton.

Eazy-E · Dr. Dre · Ice Cube · MC Ren · DJ Yella · Arabian Prince